# 24 Horas de Le Mans de 1928
As 24 Horas de Le Mans de 1928 foi o 6º grande prêmio automobilístico das 24 Horas de Le Mans, tendo acontecido nos dias 16 e 17 de junho 1928 em Le Mans, França no autódromo francês, Circuit de la Sarthe.

## Resultados Finais
| Pos    | Class | Nº | Equipe                                 | Pilotos                                       | Chassis                           | Motor                | Voltas |
| ------ | ----- | -- | -------------------------------------- | --------------------------------------------- | --------------------------------- | -------------------- | ------ |
| 1      | 5.0   | 4  | Bentley Motors Ltd.                    | Woolf Barnato Bernard Rubin                   | Bentley 4½ Litre "Old Mother Gun" | Bentley 4.4L I6      | 154    |
| 2      | 5.0   | 1  | C.T. Weymann                           | Éduoard Brisson Robert Bloch                  | Stutz DV16 Blackhawk              | Stutz 4.9L I8        | 153    |
| 3      | 5.0   | 8  | Equipe sem nome                        | Henri Stoffel André Rossignol                 | Chrysler 72 Six                   | Chrysler 4.1L I6     | 144    |
| 4      | 5.0   | 7  | Equipe sem nome                        | Jean Ghica Cantacuzino G. Ghica Cantacuzino   | Chrysler 72 Six                   | Chrysler 4.1L I6     | 139    |
| 5      | 5.0   | 3  | Bentley Motors Ltd.                    | Sir Henry Birkin Jean Chassagne               | Bentley 4½ Litre                  | Bentley 4.4L I6      | 135    |
| 6      | 1.5   | 27 | Equipe sem nome                        | Maj. Maurice Harvey Harold Purdy              | Alvis TA                          | Alvis 1.5L I4        | 132    |
| 7      | 1.1   | 32 | Equipe sem nome                        | Michel Doré Jean Treunet                      | B.N.C.                            | B.N.C. 1.1L I4       | 131    |
| 8      | 2.0   | 12 | Equipe sem nome                        | Robert Benoist Christian Dauvergne            | Itala Tipo 61 S 2000              | Itala 2.0L I6        | 130    |
| 9      | 1.5   | 28 | Equipe sem nome                        | S.C.H. Davis William Urquhart-Dykes           | Alvis TA                          | Alvis 1.5L I4        | 130    |
| 10     | 1.1   | 35 | Equipe sem nome                        | Georges Casse André Rousseau                  | Salmson GS                        | Salmson 1.1L I4      | 127    |
| 11     | 2.0   | 16 | F.E. Metcalfe                          | Andre d'Erlanger Douglas Hawkes               | Lagonda OH 2 Litre Speed          | Lagonda 2.0L I4      | 126    |
| 12     | 1.5   | 29 | Pierre Fenaille                        | Maurice Benoist Louis Balart                  | Tracta                            | S.C.A.P. 1.5L I4     | 121    |
| 13     | 1.1   | 37 | Equipe sem nome                        | Lucien Desvaux Pierre Goutte                  | Lombard AL3                       | Lombard 1.1L I4      | 116    |
| 14     | 1.1   | 36 | Etablissements Henri Precioux (E.H.P.) | Guy Bouriat Pierre Bussienne                  | E.H.P.                            | C.I.M.E. 1.1L I6     | 115    |
| 15     | 2.0   | 19 | Equipe sem nome                        | Gaston Duval Gaston Mottet                    | S.A.R.A. SP7                      | S.A.R.A. 1.8L I6     | 114    |
| 16     | 1.1   | 31 | Pierre Fenaille                        | Roger Bourcier Hector Vasena                  | Tracta                            | S.C.A.P. 1.1L I4     | 110    |
| 17     | 1.1   | 42 | Pierre Fenaille                        | Jean-Albert Grégoire Fernand Vallon           | Tracta                            | S.C.A.P. 1.1L I4     | 108    |
| 18 DNF | 1.5   | 24 | Equipe sem nome                        | Henri Guilbert André Lefebvre                 | S.C.A.P.                          | S.C.A.P. 1.5L I4     | 95     |
| 19 DNF | 1.1   | 39 | Equipe sem nome                        | Lucien Lemesle Henry Godard                   | S.C.A.P.                          | S.C.A.P. 1.1L I4     | 91     |
| 20 DNF | 1.5   | 26 | Aston Martin Ltd. Lord Charnwood       | Jack Bezzant Cyril Paul                       | Aston Martin 1½ International     | Aston Martin 1.5L I4 | 82     |
| 21 DNF | 5.0   | 2  | Bentley Motors Ltd.                    | Dr. Dudley Benjafield Frank Clement           | Bentley 4½ Litre                  | Bentley 4.4L I6      | 71     |
| 22 DNF | 5.0   | 5  | Equipe sem nome                        | Cyril de Vere Louis Chiron                    | Chrysler 72                       | Chrysler 4.1L I6     | 66     |
| 23 DNF | 1.1   | 41 | Equipe sem nome                        | Fernand Gabriel Louis Paris                   | Ariés 8-10 CV                     | Ariés 1.1L I4        | 51     |
| 24 DNF | 2.0   | 14 | No Team Name                           | Louis Charaval "Christian"                    | Itala Tipo 61 S 2000              | Itala 2.0L I6        | 50     |
| 25 DNF | 1.5   | 21 | Equipe sem nome                        | Henri De Cositer Sosthene de la Rochefoucauld | Alphi                             | Alphi 1.5L I4        | 45     |
| 26 DNF | 1.5   | 25 | Aston Martin Ltd. Lord Charnwood       | A.C. Bertelli Capt. George E.T. Eyston        | Aston Martin 1½ International     | Aston Martin 1.5L I4 | 32     |
| 27 DNF | 1.1   | 30 | Equipe sem nome                        | J. Hasley Albert Perrot                       | Salmson GS                        | Salmson 1.1L I4      | 30     |
| 28 DNF | 2.0   | 20 | Equipe sem nome                        | Emile Maret Gonzaque Lécureul                 | S.A.R.A. SP7                      | S.A.R.A. 1.8L I6     | 25     |
| 29 DNF | 2.0   | 18 | F.E. Metcalfe                          | Capt. R. Clive Gallop Maj. E.J. Hays          | Lagonda OH 2-Litre Speed          | Lagonda 2.0L I4      | 23     |
| 30 DNF | 1.1   | 40 | Equipe sem nome                        | Arthur Duray Roger Denalo                     | Ariés 8-10CV                      | Ariés 1.1L I4        | 22     |
| 31 DNF | 2.0   | 15 | F.E. Metcalfe                          | F.H.P. Samuelson Frank King                   | Lagonda OH 2-Litre Speed          | Lagonda 2.0L I4      | 13     |
| 32 DNF | 5.0   | 6  | Equipe sem nome                        | Goffredo Zehender Jérôme Ledure               | Chrysler 72                       | Chrysler 4.1L I6     | 5      |
| 33 DNF | 3.0   | 9  | Equipe sem nome                        | Robert Laly Louis Rigal                       | Ariés Surbaissée 3-Litre          | Ariés 3.0L I4        | 3      |

Legenda :DNQ = Não largou - DNF = Abandono - NC = Não classificado - DSQ= Desqualificado